# Rezerwat przyrody Biała Góra (województwo małopolskie)
Rezerwat przyrody Biała Góra – stepowy rezerwat przyrody w gminie Kozłów, w powiecie miechowskim, w województwie małopolskim, w pobliżu Pogwizdowa i Uniejowa-Rędzin (ale na terenie miejscowości Kępie). Znajduje się na gruntach Skarbu Państwa w zarządzie Nadleśnictwa Miechów (leśnictwo Tunel). Jest usytuowany na zachodnim, dość łagodnym stoku Białej Góry (414 m n.p.m.) – najwyższego wzniesienia Wyżyny Miechowskiej.
Rezerwat zajmuje powierzchnię 10,46 ha (akt powołujący podawał 11,25 ha). Został powołany Zarządzeniem Ministra Leśnictwa z 30 kwietnia 1955 roku (M.P. z 1955 r. nr 47, poz. 469). Według aktu powołującego, rezerwat utworzono w celu zachowania ze względów naukowych i dydaktycznych naturalnego stanowiska roślinności stepowej oraz zespołów o charakterze przejściowym między zbiorowiskami leśnymi i stepowymi.
Obszar rezerwatu objęty jest ochroną czynną.
Rezerwat jest położony w granicach Obszaru Chronionego Krajobrazu Wyżyny Miechowskiej. W zbliżonych do rezerwatu granicach ustanowiono obszar siedliskowy sieci Natura 2000 „Biała Góra” PLH120061 o powierzchni 12,89 ha.